# Titularbistum Andropolis
Andropolis (ital.: Andropoli) ist ein Titularbistum der römisch-katholischen Kirche.
Es geht zurück auf einen untergegangenen Bischofssitz in der gleichnamigen antiken Stadt, die in der römischen Provinz Aegyptus lag. Der Bischofssitz war der Kirchenprovinz Alexandria zugeordnet.
| Titularbischöfe von Andropolis |                                |                                                               |                  |                    |
| Nr.                            | Name                           | Amt                                                           | von              | bis                |
| 1                              | Henri Joseph Marius Piérard AA | Apostolischer Vikar der Beni nel Congo Belga (Belgisch-Kongo) | 14. Juni 1938    | 10. November 1959  |
| 2                              | Thomas Francis Maloney         | Weihbischof in Providence (USA)                               | 2. Januar 1960   | 10. September 1962 |
| 3                              | Enrique Bolaños Quesada        | Weihbischof in Alajuela (Costa Rica)                          | 6. Dezember 1962 | 6. März 1970       |
| 4                              | Youhanna Golta                 | Weihbischof in Alexandria (Ägypten)                           | 27. Juli 1986    | 15. Februar 2022   |